# Jean Janitza
Jean Janitza (* 17. April 1940 in Sarrebourg; † 11. Juli 2002 in L’Haÿ-les-Roses) war ein französischer Germanist, Linguist und Didaktiker.

## Leben und Werk
Janitza besuchte das Gymnasium in Metz. Von 1959 bis 1964 gehörte er zur École normale supérieure de Cachan, gleichzeitig studierte er an der Sorbonne Germanistik. Von 1964 bis 1966 unterrichtete er als Agrégé in Les Andelys und Bourges. Von 1966 bis 1974 war er Assistent an der Sorbonne und arbeitete mit Jean Fourquet zusammen, wurde aber auch von Pierre Bertaux und Jean-Marie Zemb beeinflusst. Seine Thèse de 3e Cycle (Promotion) über Structures lexicales en Lorraine germanophone schloss er 1972 bei Marthe Philipp in Nancy ab. Die unter Leitung von Jean-Marie Zemb verfasste Thèse de doctorat d’Etat Programmation didactique de la grammaire allemande verteidigte er 1975 an der Sorbonne (Habilitation). Noch im gleichen Jahr wurde er zum ordentlichen Professor für Germanistik an der Sorbonne Nouvelle Paris III ernannt. Von 1991 bis 2001 war er Leiter des Institut Universitaire pour la Formation des Maîtres (IUFM) Paris.

## Werke
- (zusammen mit Marthe Philipp und Guy Levieuge) Dialectologie structurale en Moselle germanophone, Nancy 1972
- Enseignement Assisté par Ordinateur des Langues Etrangères. Théories, Pratiques, Perspectives, Paris 1985
- Pratique de l'allemand de A à Z, Paris 1986
- (Hrsg. zusammen mit Eugène Faucher und Frédéric Hartweg) Sens et être. Mélanges en l'honneur de Jean-Marie Zemb, Nancy 1989
- Vocabulaire allemand, Paris 1999